# San Roque siendo nombrado por Cristo patrón de los enfermos de peste
San Roque siendo nombrado por Cristo patrón de los enfermos de peste, también conocido con el título Los enfermos de peste, es un retablo de Pedro Pablo Rubens que se encuentra en la Sint-Martinuskerk en Aalst. La obra tiene unas dimensiones de 412 x 258 cm, con la parte superior arqueada.

## Tema
El cuadro Los enfermos de peste es la escena principal del altar de San Roque en la iglesia de San Martín, compuesto por dos paneles y predela.
San Roque, nacido en Montpellier, fue uno de los santos más invocados contra la peste entre los siglos XVI y XVIII, cuando se sucedieron numerosas epidemias. Nacido a finales del siglo XIII, tras la muerte de sus padres donó sus bienes y fue como peregrino a Roma. En varias ciudades italianas se ocupó de los enfermos, especialmente de los que padecían la peste. A algunos los curó haciendo la señal de la cruz sobre ellos, a otros por la imposición de manos y la oración. Según la leyenda, mientras ministraba en Piacenza, él mismo se contagió y, abandonando la ciudad, se retiró a la naturaleza salvaje para morir, pero milagrosamente curó; todos los días un perro le traía una trozo de pan y lamía sus bubones. Finalmente, Roque acabó regresando a Montpellier, donde no fue reconocido y encarcelado acusado de espía. Según la Leyenda áurea, unos días antes de su muerte, Roque fue despertado en su mazmorra por una luz deslumbrante: un ángel brillante le trajo la noticia de que en lo sucesivo sería el patrón de las víctimas de la peste.
En el retablo de la iglesia de San Martín, aparecen dos grupos de personas. Arriba, San Roque reza por los enfermos arrodillado en la penumbra de la prisión sobre una plataforma de piedra con arco y escalera, cuando un resplandor lo sorprende. El mismo Cristo se aparece ante él; con la mano izquierda hace un gesto compasivo hacia los afligidos y con la derecha señala a un ángel que sostiene una tabla con las palabras doradas inscritas: "ERIS IN PESTE PATRONUS" ( Tú serás el patrón de los que sufren la peste). Roque está representado según su iconografía tradicional: vestido con traje de peregrino, con un muslo desnudo y el perro a su lado. En el registro inferior del cuadro, sobre colchones y fardos de paja, se puede ver a los enfermos de peste, que se han dado cuenta del milagro y, esperanzados, suplican a su santo patrón su intercesión, incluso el ya amortajado que se levanta a la derecha.
En la composición, Rubens emplea la técnica de las diagonales habitual en los pintores barrocos, como medio para vincular el grupo superior de figuras que gesticulan y se inclinan hacia abajo, con los suplicantes de la parte inferior, cuyos brazos extendidos y miradas atraen al espectador hacia arriba.

## Influencia

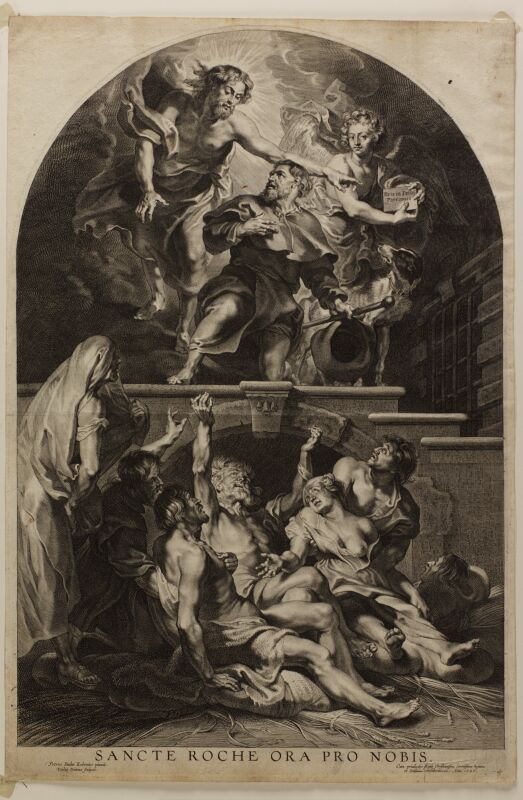
Grabado representando Los enfermos de peste de Paulus Pontius, con fecha de 1626.

Esta composición de Rubens gozó de gran popularidad; la representación del santo de la peste intensamente venerado se distribuyó ampliamente, tanto en copias pintadas como en grabados. Un grabado de Paulus Pontius está fechado en 1626.

## Historia
El lienzo se hizo a pedido en 1619 del Sint-Rochusgilde (gremio laico adinerado de comerciantes de cereales y lúpulo) para la iglesia de San Martín en Aalst, en la actual Bélgica. Como muchas obras maestras, el lienzo de Rubens fue llevado a París en 1794 durante la dominación francesa. Durante el reinado de Napoleón se exhibió en la Gran Galería del Louvre. La restitución siguió en 1816 después de la caída de Napoleón e inspiró a Karel Broeckaert a escribir un poema ocasional, El retorno del cuadro robado. En ese año un tal Terbard también hizo una copia en un formato más pequeño, guardado en el castillo de Gaasbeek.
Durante la Primera Guerra Mundial, bajo amenaza de bombardeo de la iglesia y mientras las tropas enemigas ya marchaban por la ciudad, se quitó el lienzo. Dirigido por Franz Callebaut, entonces presidente de Aalstersche Kunstkring, fue sacado de su marco, enrollado y llevado a un lugar seguro en la bóveda de un banco. Con esto, el cuadro había escapado a un cierto final: la iglesia fue alcanzada por el bombardeo durante la batalla de Aalst y después del armisticio, se dice que los alemanes buscaron el cuadro, pero no pudieron encontrarlo.  El 29 de marzo de 1947, se produjo un incendio en el techo de la iglesia de San Martín y la obra tuvo que ponerse a salvo nuevamente. Aunque todavía está en buenas condiciones, el lienzo necesitaba una restauración drástica, que incluyó la instalación de un nuevo lienzo. Esta restauración se llevó a cabo con éxito después de la guerra. En 2020 y 2021, se organizó la exposición multimedia Everyone Rubens en el ático de la iglesia de San Martín para resaltar el lienzo de Rubens.